# 東鉄原駅
東鉄原駅（トンチョルォンえき、동철원역）は、現在の大韓民国江原特別自治道鉄原郡に存在した金剛山電気鉄道の駅（廃駅）である。

## 歴史
- 1924年8月1日：月下里駅として開業[1]。
- 日時不明：東鉄原駅に改称。
- 1950年：朝鮮戦争により廃止。